# Run Devil Run (Lied)
„Run Devil Run“ ist ein Lied der südkoreanischen Popgruppe Girls’ Generation aus dem Jahr 2010. Es wurde als Titelsong des gleichnamigen Albums Run Devil Run veröffentlicht.

## Überblick
Ab dem 11. März 2010 wurden täglich Fotos der Bandmitglieder von Girls’ Generation veröffentlicht, die ein dunkleres Konzept für das neue Lied vorab präsentierten („Black Soshi“). Nachdem am 16. März 2010 ein Teaser zum Musikvideo veröffentlicht wurde, erschien das vollständige Video zwei Tage später, am 18. März. Am 30. März 2010 erschien auch eine Story-Version des Musikvideos, welches die Handlung aus „Oh!“ weitererzählt.
Das Lied Run Devil Run erschien am 17. März 2010 zum Download. Das Lied wurde von Busbee, Alex James und Kalle Engström geschrieben. Die US-amerikanische Sängerin Ke$ha nahm eine Demoversion des Songs auf, die jedoch nie offiziell veröffentlicht wurde. S.M. Entertainment kaufte die Rechte an dem Lied und Hong Ji-yu schrieb einen koreanischen Text für Girls’ Generation. Das zugehörige Musikvideo erschien am 18. März 2010. Die Choreografie stammt von Lisette Bustamante und Beat Burger (Sim Jae-won).
Am 22. März 2010 wurde schließlich das Album Run Devil Run veröffentlicht.
Am 18. Januar 2011 wurde eine japanische Version von Run Devil Run als Klingelton veröffentlicht. Eine Woche später, am 25. Januar, erschien die Version als Single zum Download über Musikportale wie iTunes Japan. „Run Devil Run“ wird auch auf der Single „MR. TAXI / Run Devil Run“, die am 27. April 2011 in Japan erscheinen wird, enthalten sein. Dazu wurde auch ein japanisches Musikvideo aufgenommen, das am 9. April 2011 erstmals auf dem Sender Space Shower TV ausgestrahlt wurde.

## Rezeption
Ian Martin von der Japan Times schrieb, dass in Run Devil Run der „Schaffel-Beat“ verwendet wird, der in Japan sehr selten sei. Außerdem verleihe das Musikvideo der Gruppe ein erwachsenes und sexy Image.

## Musikvideo
Am Schluss des Musikvideos zu Oh! treffen die neun Mädchen von Girls’ Generation auf ihre dunkel-gekleideten Doppelgänger. Run Devil Run widmet sich nun diesen neun Ebenbildern. Das Erstveröffentlichte Musikvideo ist eine Tanz-Version. In der Story-Version zeigt, dass „Black Soshi“ dadurch entstanden, dass Sooyoung als Cheerleader ein Glas Milch umstößt und dieses einen Computer-Ausfall verursacht. Daraufhin entstehen die bösen Ebenbilder der Cheerleaderinnen und toben sich im Computerzimmer aus, indem sie beispielsweise Poster abreißen. Als die neun Cheerleaderinnen zurückkommen und das Chaos bemerken, stehen sich beide Seiten zunächst feindschaftlich gegenüber, bis Cheerleader-Yuri den Stecker zieht und sich daraufhin die schwarzgekleideten Doppelgänger auflösen. Das Video endet damit, dass die Mitglieder das Zimmer aufräumen, ein Mitglied jedoch auf den Monitor schlägt und dieser sich erneut einschaltet und so eine Rückkehr von „Black Soshi“ offenbleibt.

## Chartplatzierungen
Run Devil Run gewann erstmals den ersten Platz in der KBS-Live-Musiksendung „Music Bank“. Zudem erreichte Run Devil Run auf Anhieb Platz 1 der südkoreanischen Gaon Charts und hielt diese Position für zwei Wochen.
| ChartsChartplatzierungen | Höchstplatzierung | Wochen |
| ------------------------ | ----------------- | ------ |
| Südkorea (KMCA)          | 1 (15 Wo.)        | 15     |

| ChartsJahrescharts (2010) | Platzierung |
| ------------------------- | ----------- |
| Südkorea (KMCA)           | 25          |